# Méltóság Erősítése
A Méltóság Erősítése (spanyolul: Apruebo Dignidad, AD) chilei baloldali pártszövetség, amely 2021-ben alakult meg.

## Története
A pártszövetség több baloldali szervezet egyesüléséből született meg. A pandémia alatt több kísérletet is született arra, hogy ellenzéki egység szülessen meg. Az egyik ilyen a Pliego Popular ("Népi Lap") platform volt, amely baloldali pártok és mozgalmak vezetőjeként fellépve gazdasági javaslatokat fogalmazott meg a chilei Nemzeti Kongresszusnak.
A pártok között megtalálhatók voltak a Széles Front, Méltó Chile, Szociális Egység Asztala és a Közösség a Méltóságért. 2021. februárjában meghatározta a koalíció az új alkotmány-tervezettel kapcsolatos programm alkotási menetét. Olyan politikai és közéleti személyiségek vettek részt, mint Beatriz Sánchez, Fernando Atria, Bárbara Figueroa, Emilia Schneider, Bastián Bodenhöfer, Patricia López, Tatiana Urrutia, Marcos Barraza, Bárbara Sepúlveda Hales és mások.
2021. május 19-én a pártszövetség megtartotta az elnök-jelölt előválasztást, amit Gabriel Boric a Széles Front vezetője nyert meg 60%-kal, második helyen a kommunista jelölt Daniel Jadue, Santiago de Chile egyik kerülete, Recoleta polgármestere végzett. Július 18-án eldőlt hogy Gabriel Boric indul a novemberi 2021-es chilei elnökválasztáson a pártszövetség jelöltjeként.
Augusztus 12-én a pártszövetség létrehozott egy alkotmányozást megfigyelő agytrösztöt, aminek célja az volt hogy a pártszövetség különböző pártjait és mozgalmat és a kutatóközpontokat összehozza egymással. A cél az volt hogy az Alkotmányozó Konvenció és a civil társadalom között kapcsolat legyen: megfigyeljen és felvessen alkotmányos javaslatokat.

## Összetétel
| Párt neve | Párt neve | Párt neve                                                                  | Rövidítés | Listavezető         | Ideológia                                   | Koalíció | Koalíció | Koalíció     |
| --------- | --------- | -------------------------------------------------------------------------- | --------- | ------------------- | ------------------------------------------- | -------- | -------- | ------------ |
|           |           | Chile Kommunista Pártja Partido Comunista de Chile                         | PCCh      | Guillermo Teillier  | Kommunizmus Marxizmus–leninizmus            |          |          | Méltó Chile  |
|           |           | Szociális Zöld Regionalista Szövetség Federación Regionalista Verde Social | FREVS     | Jaime Mulet         | Regionalizmus Zöldpolitika                  |          |          | Méltó Chile  |
|           |           | Humanista Akció Acción Humanista                                           | AH        | Tomás Hirsch        | Új humanizmus Szociális ökológia            |          |          | Méltó Chile  |
|           |           | Chilei Keresztény Baloldal Izquierda Cristiana de Chile                    | IC        | Víctor Osorio Reyes | Keresztény baloldal Keresztényszocializmus  |          |          | Méltó Chile  |
|           |           | Demokratikus Forradalom Revolución Democrática                             | RD        | Catalina Pérez      | Szociáldemokrácia Demokratikus szocializmus |          |          | Széles Front |
|           |           | Szociális Konvergencia Convergencia Social                                 | CS        | Gabriel Boric       | Libertariánus szocializmus Autonomizmus     |          |          | Széles Front |
|           |           | Közemberek Comunes                                                         | Comunes   | Karina Oliva        | 21. századi szocializmus Autonomizmus       |          |          | Széles Front |
|           |           | Egyesült Mozgalom Movimiento Unir                                          | UNIR      | Marcelo Díaz Díaz   | Progresszivizmus Szociáldemokrácia          |          |          | Széles Front |
|           |           | Közös Erő Fuerza Común                                                     | FC        | Fernando Atria      | Progresszivizmus Szociáldemokrácia          |          |          | Széles Front |

### Egykori tagok
| Párt neve | Párt neve | Párt neve                                   | Rövidítés | Listavezető        | Ideológia                                             | Tagság                | Koalíció    | Koalíció | Koalíció                   |
| --------- | --------- | ------------------------------------------- | --------- | ------------------ | ----------------------------------------------------- | --------------------- | ----------- | -------- | -------------------------- |
|           |           | Egyenlőség Párt Partido Igualdad            | PI        | Guillermo González | 21. századi szocializmus Marxizmus                    | 2021. augusztus 21-ig |             |          | Méltó Chile (2021 jún-aug) |
|           |           | Libertariánus Baloldal Izquierda Libertaria | IL        | none               | Baloldali libertarianizmus Libertariánus szocializmus | 2021. augusztusig     | Méltó Chile |          | Méltó Chile (2021 jún-aug) |

## Ideológia
A pártszövetség  a baloldal széles spektrumát lefedi. Kormányprogramuk több területről ír, amiben javaslatokat fogalmaztak meg: oktatás, nyugdíj, gazdaság, munkaerőpiac, dolgozói hatalom, közbiztonság, feminizmus, egészsgégügy, COVID-19 pandémia okozta válságkezelés, klímaválság, emberi jogok, szociális jogok, lakhatás, gyermekek, bennszülöttek, kultúra, mezőgazdaság, sport.